# Bundesinventar der Hoch- und Übergangsmoore von nationaler Bedeutung

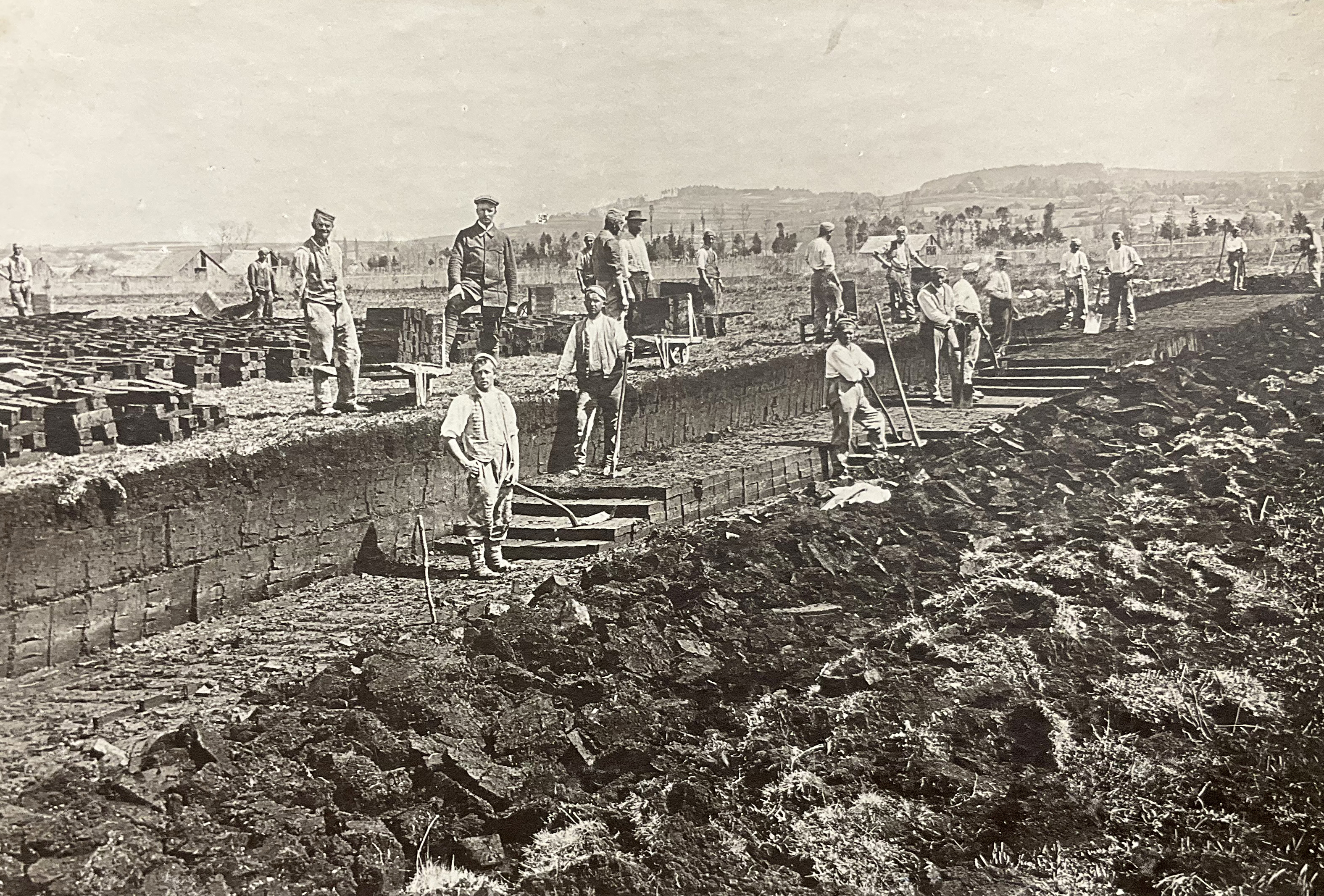
Viele Moore wurden durch die Nutzung des Torfes zum Heizen zerstört. Hier Torfstechen bei Ins, Gampelen 1917

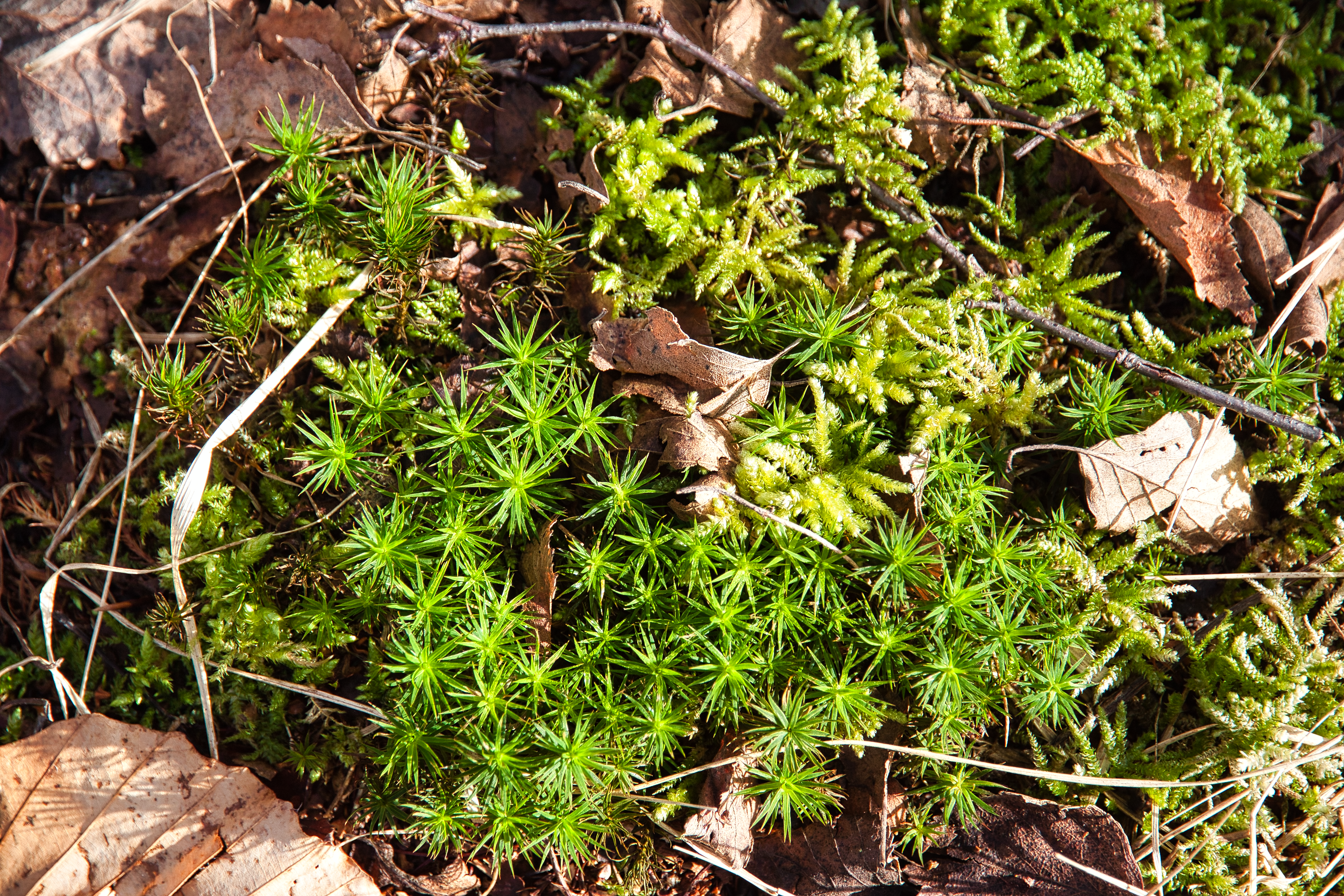
Torfmoos im Entenmoos in Rechthalten, Kanton Freiburg

Im Bundesinventar der Hoch- und Übergangsmoore von nationaler Bedeutung sind die Hoch- und Übergangsmoore aufgelistet, die in der Schweiz durch Bundesverordnung vom 21. Januar 1991 geschützt sind.
- deutsch Verordnung über den Schutz der Hoch- und Übergangsmoore von nationaler Bedeutung
- französisch Ordonnance sur la protection des hauts-marais et des marais de transition d’importance nationale
- italienisch Ordinanza concernente la protezione delle torbiere alte e delle torbiere di transizione di importanza nazionale

## Definition
Allgemein sind Moore von Wasser geprägte Lebensräume. Unter diesen Lebensräumen gibt es auch solche, die keine Moore darstellen, aber auch feuchtigkeitsgebundene Pflanzengesellschaften beherbergen wie etwa Auenwälder, Schwimmblattgesellschaften, Unterwasser- und Quellfluren. In den Mooren herrscht infolge eines erschwerten Wasserabflusses ständig oder während der meisten Zeit des Jahres ein Wasserüberschuss und Sauerstoffmangel. Letzterer führt zur Torfbildung. Charakteristisch für Hochmoore ist es, dass ihre Oberfläche infolge des Torfwachstums über den Grundwasserspiegel hinaus gestiegen ist. Hier werden die Pflanzen, die in den obersten Torfschichten wurzeln, nur durch nährstoffarmes Regenwasser gespiesen.
Für die Aufnahme ins Bundesinventar der Hoch- und Übergangsmoore waren drei Kriterien entscheidend: Erstens müssen Torfmoose vorhanden sein. Zweitens müssen zudem mindestens eine klassische hochmooranzeigende Gefässpflanze oder drei weitere hochmoorbewohnende Arten beobachtbar sein. Und drittens muss die zusammenhängende Hochmoorfläche mindestens 625 m² umfassen.

## Hochmoorverordnung

### Ziel
Ziel der Hochmoorverordnung sind der Schutz der Hoch- und Übergangsmoore, die Erhaltung und Förderung der standortheimischen Pflanzen- und Tierwelt und ihrer ökologischen Grundlagen sowie die Erhaltung der geomorphologischen Eigenart. Die Gebiete sind offiziell ausgewiesene Schutzgebiete in Natur- und Landschaftsschutz.

### Schutz und Unterhalt
Verbunden mit diesem Ziel sind konkrete Schutz- und Unterhaltsmassnahmen. Unter anderem
- dürfen keine Bauten oder Anlagen gebaut und keine Bodenveränderungen vorgenommen werden, insbesondere durch den Abbau von Torf, das Pflügen von Moorböden und das Ausbringen von Stoffen, mit Ausnahme von Bauten, die dem Schutzziel dienen.
- dürfen zur Aufrechterhaltung der bisherigen landwirtschaftlichen Nutzung nur solche Bauten und Anlagen errichtet und nur solche Bodenveränderungen vorgenommen werden, die dem Schutzziel nicht widersprechen.
- ist der Gebietswasserhaushalt zu erhalten und, soweit es der Moorregeneration dient, zu verbessern.
- muss die forstliche Bewirtschaftung auf das Schutzziel ausgerichtet sein.
- muss die Verbuschung verhindert und die typische Moorvegetation erhalten werden, sofern es erforderlich ist, durch eine angepasste Bewirtschaftung.
- sorgen die Kantone dafür, dass bestehende Beeinträchtigungen von Objekten bei jeder sich bietenden Gelegenheit so weit als möglich rückgängig gemacht werden.

## Internationale Koordination

### Präfix für das Bundesinventar
Die Europäische Umweltagentur (European Environment Agency) koordiniert die Daten der europäischen Mitglieder. In ihrer internationalen Datenbank ist das Bundesinventar der Hoch- und Übergangsmoore von nationaler Bedeutung der Schweiz mit dem Code «CH02» gekennzeichnet.

### IUCN-Kategorie
Die Hoch- und Übergangsmoore von nationaler Bedeutung in der Schweiz sind in der IUCN-Kategorie Ia registriert. Diese umfasst strenge Reservate, die hauptsächlich zu Forschungszwecken und zum Schutz von Wildnisarealen geschützt sind. Primär dienen sie der Erhaltung der Biodiversität und als notwendige Referenzareale für die wissenschaftliche Arbeit und das Umweltmonitoring.

## Wirkungskontrolle

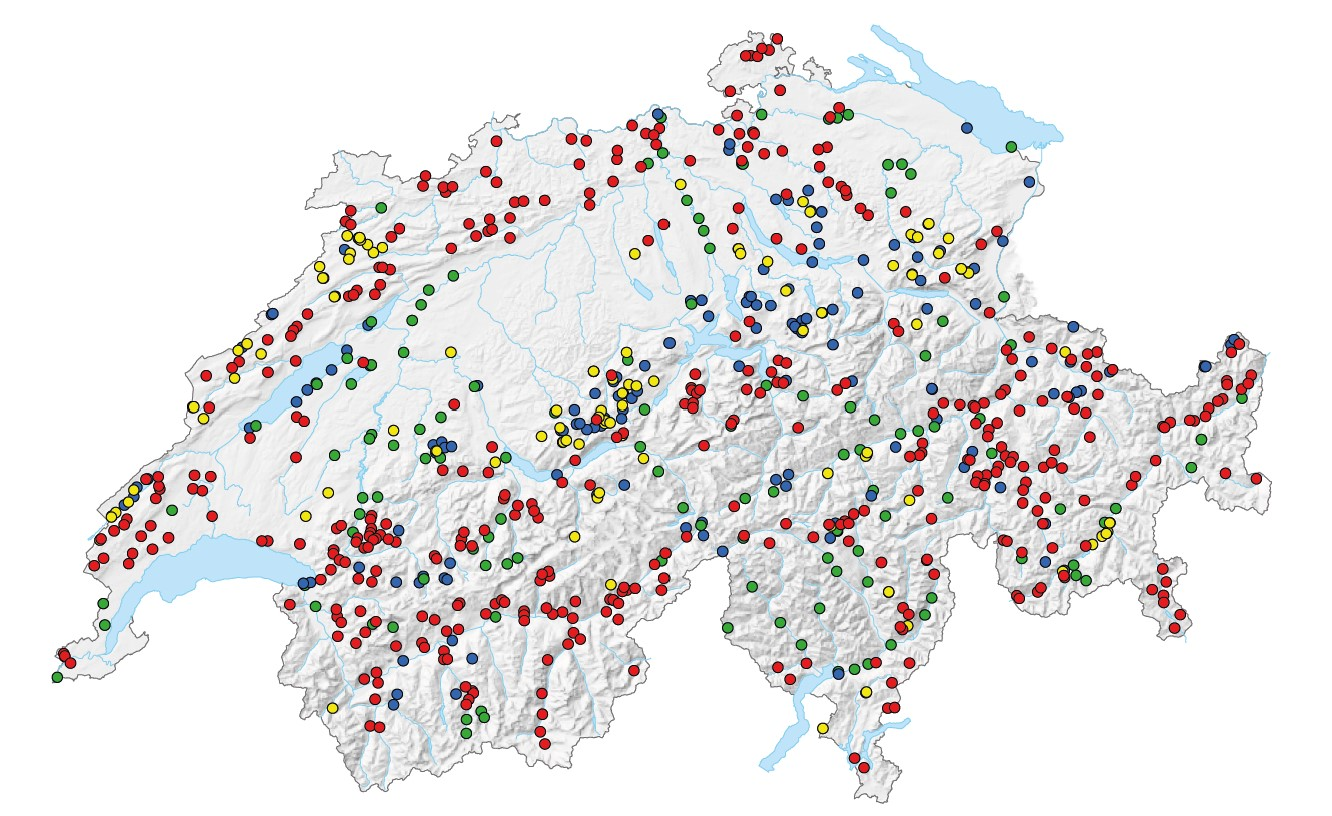
Verteilung der Stichprobenobjekte des Moduls Vegetation in den verschiedenen Biotopen von nationaler Bedeutung in der Schweiz. Blau: Flachmoore; gelb: Hochmoore; rot: Trockenwiesen und -weiden; grün: Auen.

Im Jahr 2010 startete das Bundesamt für Umwelt in Zusammenarbeit mit der Eidgenössischen Forschungsanstalt für Wald, Schnee und Landschaft (WSL) die Wirkungskontrolle Biotopschutz Schweiz (WBS). Zu den untersuchten Biotopen zählen die national bedeutenden Hoch- und Übergangsmoore, die Flachmoore, die Auengebiete, die Amphibienlaichgebiete und die Trockenwiesen und -weiden. Ziel der Kontrolluntersuchungen ist es, festzustellen, in welchem Ausmass die getroffenen Schutzmassnahmen sich auf die Entwicklung der Schutzgebiete auswirken. Aufgrund der Ergebnissen können damit die Schutzmassnahmen verbessert oder im Falle mangelnder Wirkung abgebrochen und durch wirkungsvollere ersetzt werden.
Die auf mehrere Jahre angelegten Langzeituntersuchungen werden mittels Luftbilder und floristischer und faunistischer Erhebungen im Feld durchgeführt. Die erste Untersuchung wurde 2017 abgeschlossen. Der Abschluss der zweiten ist für das Jahr 2023 geplant.
Erste Ergebnisse zeigen, dass Moore weiterhin austrocknen. Positiv zeigt sich, dass die Gehölzdeckung in Hochmooren des Mittellandes abnahm. Insgesamt waren die Massnahmen wirksam. Sie müssen noch verstärkt werden.

## Herkunft der Daten
Die Aufstellung entspricht der Liste im Anhang 1 zur Hochmoorverordnung des Bundes, die am 1. Februar 1991 in Kraft trat und zuletzt 2017 aktualisiert wurde. Von dort stammen die Nummer des Objekts, seine Bezeichnung, die Angabe zur Standortgemeinde und zum Jahr der Ausweisung als Objekt von nationaler Bedeutung. Die Karte von Swisstopo (Bundesamt für Landestopografie) mit eingeblendeter Karte Hochmoore liefert, nach Eingabe des Objektnamens ins Suchfeld und der Wahl des Objekts den passenden Kartenausschnitt. Ein Klick auf eine der Schutzflächen öffnet das Objektblatt des betreffenden Objekts; dieses stammt vom Bundesamt für Umwelt. Von den Objektblättern übernommen sind die Angabe der Gesamtfläche (inklusive umliegender Pufferzonen) und die Landeskoordinaten, die in der vorliegenden Tabelle in einem internationalen Standard wiedergegeben sind. Von der Common Database on Designated Areas der Europäischen Umweltagentur (EEA) stammt der CDDA-Sitecode. Dieser ist identisch mit der ID der World Database on Protected Areas (WDPA-ID). Der gesetzte Link öffnet die Seite des Objekts mit der dazugehörigen Karte auf der Plattform der WDPA. Der Grund für die unterschiedlichen Flächenangaben der Objektblätter des Bundesamtes für Umwelt (in Hektaren) und den Angaben auf der Seite der WDPA (in km²) entstehen, weil die vorliegende Tabelle die Gesamtfläche inklusive umliegender Pufferzonen gemäss Objektblatt anzeigt, während die Seite der WDPA jeweils die Fläche der Kernzone wiedergibt.

## Links zu den kantonalen Listen der Hoch- und Übergangsmoore
Die Listen sind kantonsweise gebündelt und folgen in alfabetischer Reihenfolge.
| Kanton                 | Link zur kantonalen Liste der Hoch- und Übergangsmoore von nationaler Bedeutung    |
| ---------------------- | ---------------------------------------------------------------------------------- |
| Aargau                 | Hoch- und Übergangsmoore von nationaler Bedeutung im Kanton Aargau                 |
| Appenzell Ausserrhoden | Hoch- und Übergangsmoore von nationaler Bedeutung im Kanton Appenzell Ausserrhoden |
| Appenzell Innerrhoden  | Hoch- und Übergangsmoore von nationaler Bedeutung im Kanton Appenzell Innerrhoden  |
| Basel-Landschaft       | Basel-Landschaft hat keine Objekte ausgewiesen                                     |
| Basel-Stadt            | Basel-Stadt hat keine Objekte ausgewiesen                                          |
| Bern                   | Hoch- und Übergangsmoore von nationaler Bedeutung im Kanton Bern                   |
| Freiburg               | Hoch- und Übergangsmoore von nationaler Bedeutung im Kanton Freiburg               |
| Genf                   | Genf hat keine Objekte ausgewiesen                                                 |
| Glarus                 | Hoch- und Übergangsmoore von nationaler Bedeutung im Kanton Glarus                 |
| Graubünden             | Hoch- und Übergangsmoore von nationaler Bedeutung im Kanton Graubünden             |
| Jura                   | Hoch- und Übergangsmoore von nationaler Bedeutung im Kanton Jura                   |
| Luzern                 | Hoch- und Übergangsmoore von nationaler Bedeutung im Kanton Luzern                 |
| Neuenburg              | Hoch- und Übergangsmoore von nationaler Bedeutung im Kanton Neuenburg              |
| Nidwalden              | Hoch- und Übergangsmoore von nationaler Bedeutung im Kanton Nidwalden              |
| Obwalden               | Hoch- und Übergangsmoore von nationaler Bedeutung im Kanton Obwalden               |
| Schaffhausen           | Schaffhausen hat keine Objekte ausgewiesen                                         |
| Schwyz                 | Hoch- und Übergangsmoore von nationaler Bedeutung im Kanton Schwyz                 |
| Solothurn              | Hoch- und Übergangsmoore von nationaler Bedeutung im Kanton Solothurn              |
| St. Gallen             | Hoch- und Übergangsmoore von nationaler Bedeutung im Kanton St. Gallen             |
| Tessin                 | Hoch- und Übergangsmoore von nationaler Bedeutung im Kanton Tessin                 |
| Thurgau                | Hoch- und Übergangsmoore von nationaler Bedeutung im Kanton Thurgau                |
| Uri                    | Hoch- und Übergangsmoore von nationaler Bedeutung im Kanton Uri                    |
| Waadt                  | Hoch- und Übergangsmoore von nationaler Bedeutung im Kanton Waadt                  |
| Wallis                 | Hoch- und Übergangsmoore von nationaler Bedeutung im Kanton Wallis                 |
| Zug                    | Hoch- und Übergangsmoore von nationaler Bedeutung im Kanton Zug                    |
| Zürich                 | Hoch- und Übergangsmoore von nationaler Bedeutung im Kanton Zürich                 |

## Inventar und Schutz der Schweizer Hoch- und Übergangsmoore
Ein flächendeckendes Hochmoorinventar wurde in der Schweiz erstmals ab den späten 1980er Jahren erarbeitet und 1984 abgeschlossen. 1986 wurden die Ergebnisse dieses Inventars veröffentlicht. Es umfasst 551 Hochmoore. Lag in früheren Teilinventaren der Akzent noch auf der Nutzung der Hochmoore z. B. zur Ausbeutung von Torf oder dank Drainage zur landwirtschaftlichen Nutzung, so ging es bei dieser Inventarisierung um den Schutz und die Erhaltung der noch bestehenden Hochmoorreste. In der Fachwelt war die Bedeutung der Hochmoore und ihre notwendige Erhaltung unbestritten.
Für die Pflege sind primäre von sekundären Hochmooren zu unterscheiden. Primäre Hochmoore sind wenig berührte, ungenutzte und deshalb naturnahe Hochmoorflächen, während sekundäre von Menschen beeinflusst sind. Primäre Hochmoore können sich selbst überlassen werden. Sie müssen vor äusseren Einflüssen, insbesondere vor Änderungen des Wasser- und des Nährstoffhaushalts, aber auch vor Trittbelastung durch Vieh und Mensch geschützt werden. Sekundäre Hochmoore bedürfen neben dem Schutz vor Tritt, Düngung und Entwässerung einer gezielten Pflege. Sekundäre Hochmoore sind meist durch eine künstliche Wasserspiegelabsenkung gestört und würden ohne angepasste landwirtschaftliche Nutzung bald verbuschen und sich bewalden. Dadurch würden die lichtbedürftigen Hochmoorpflanzen verdrängt und die hier heimische Tierwelt ihres Lebensraumes beraubt. Um unerwünschte Veränderungen oder Eingriffe in geschützten und gepflegten Hochmooren frühzeitig erkennen zu können, ist eine regelmässige Aufsicht und Erfolgskontrolle unumgänglich.
Um das Hochmoor vor Fremdeinflüssen abzuschirmen, braucht es eine Pufferzone, das Hochmoorumfeld. Diese Zone kann land- und forstwirtschaftlich extensiv bewirtschaftet werden, solange der eigentliche Lebensraum Hochmoor, insbesondere sein Wasser- und Nährstoffhaushalt, nicht beeinträchtigt wird. Dieser Umgebungsschutz ist für die Erhaltung der Hochmoore von entscheidender Bedeutung.
Das Inventar der Hoch- und Übergangsmoore bildet auch eine Grundlage für die Forschung.

## Artenvielfalt
Im nährstoffarmen und sauren Milieu der Hochmoore können sich nur absolute Spezialisten durchsetzen. Das sind nur wenige Pflanzen, Tiere und Pilze. 
Nach den Pflanzengesellschaften, die für Hochmoore typisch sind, unterscheidet das Hochmoorinventar sechs verschiedene (kartierbare) Hochmooreinheiten. Diese sind in den primären, von den Menschen kaum beeinflussten Hochmooren deutlich sichtbar. 
- Bultenvegetation: Den Lebensraum dieser Vegetation bilden Kuppen in Hochmooren. Sie liegen oft über dem Wasser im Trockenen und bilden zusammen mit den Schlenken (folgende Pflanzengesellschaft) den sogenannten Bult-Schlenken-Komplex. Auf diesen Kuppen, Bulten genannt, wachsen Torfmoose, Rosmarinheide, Gemeine Moosbeere, Rundblättriger Sonnentau und Scheiden-Wollgras.
- Schlenkenvegetation: Im Bulten-Schlenken-Komplex sind die tiefer liegenden Senken fast immer mit Wasser gefüllt. Hier wachsen die Schlamm-Segge, Blumenbinse, Langblättriger Sonnentau und das Moos Scorpidium scorpioides.
- Bergföhrenhochmoor: Neben den Torfmoosen prägen hier Bergföhren und Zwergsträucher die Vegetation. Gegen das Zentrum hin wird der Bestand lichter und die Föhren immer kleinwüchsiger.
- Rüllengesellschaft, Übergangsmoor: ist in natürlichen Entwässerungsrinnen zu finden. Charakteristisch sind hier Schnabel-Segge, Fieberklee und das Blutauge.
- Birken- und Fichtenmoor: Nebst den Torfmoosen und Zwergsträuchern stocken hier Birken und Fichten. Sie dringen meist weniger weit ins Zentrum des Hochmoors vor als Bergföhren.
- Hochmoormischvegetation: Hier wächst ein Gemisch aus Hochmoorvegetation und hochmoorfremder Vegetation mit viel Rasenbinse. Diese Vegetationseinheit umfasst kleinflächige, nicht in Einzelflächen kartierbare Mosaike der oben beschriebenen Einheiten. Diese Mischvegetation überwiegt in sekundären Hochmooren.[9]

### Die Pflanzen
Zu den Spezialisten der Hochmoore gehört beispielsweise der Rundblättrige Sonnentau (Drosera rotundifolia), der mit seinen klebrigen Fangarmen Insekten festhält und verdaut. Im Folgenden sind Gefässpflanzen aufgezählt, die laut einer Inventarisierung von 1968 in Hochmooren vorkamen. In Fettschrift sind typische Hochmoorarten aufgelistet. Fährt man mit dem Kursor auf eine der gelisteten Arten, erscheint der deutsche Name und – wenn vorhanden – ein Bild.
- Andromeda polifolia
- Betula nana
- Calluna vulgaris
- Carex limosta
- Carex magellanica
- Carex pauciflora
- Drosera anglica
- Drosera intermedia/obovata
- Drosera rotundifolia
- Empetrum nigrum/hermaphroditum
- Eriophorum vaginatum
- Lepidotis inundata
- Melampyrum pratense
- Pinus montana
- Rhynchospora alba
- Scheuchzeria palustris
- Scirpus cespitosus
- Vaccinium myrtillus
- Vaccinium oxycoccos/microcarpum
- Vaccinium uliginosum
- Vaccinium vitis-idaea

Der Lebensraum der Hochmoore ist sehr selten geworden. Aus diesem Grund sind viele Bewohner dieses Lebensraums bedroht. Die bekannteste und als Torfproduzent wohl wichtigste Pflanze der Hochmoore sind die Torfmoose (Sphagum spp.). In der Schweiz sind 33 Arten nachgewiesen. Für viele davon bilden Hochmoore die unverzichtbare Lebensgrundlage. In gesund wachsenden Hochmooren bedecken Torfmoose gewöhnlich bis zu 80 % der Fläche. Eine Kontrolle von 2010 ergab, dass die Torfmoose in den Schweizer Hochmooren im Schnitt nur noch 43 % der Fläche einnehmen.

### Die Tiere
Auch unter den Tieren gibt es spezialisierte Hochmoor-Bewohner: Die Raupe des Hochmoor-Gelblings (Colias palaeno) ernährt sich exklusiv von den Blättern der Rauschbeere (Vaccinium uliginosum), die fast ausschliesslich in Hochmooren wächst. Zudem lebt der Falter von nektarreichen Blüten im Umfeld. Da dieses Lebensraummosaik immer seltener wird, ist dieser Tagfalter heute regional gefährdet. In den Hochmooren leben einige national prioritäre Arten, die relativ häufig vorkommen: Dazu zählen die Kleine Moosjungfer (Leucorrhinia dubia), die Alpen-Mosaikjungfer (Aeshna caerulea), der Hochmoor-Perlmutterfalter (Boloria aquilonaris), die Arktische Smaragdlibelle (Somatochlora arctica) und das Braune Torfmoos (Sphagnum fuscum).

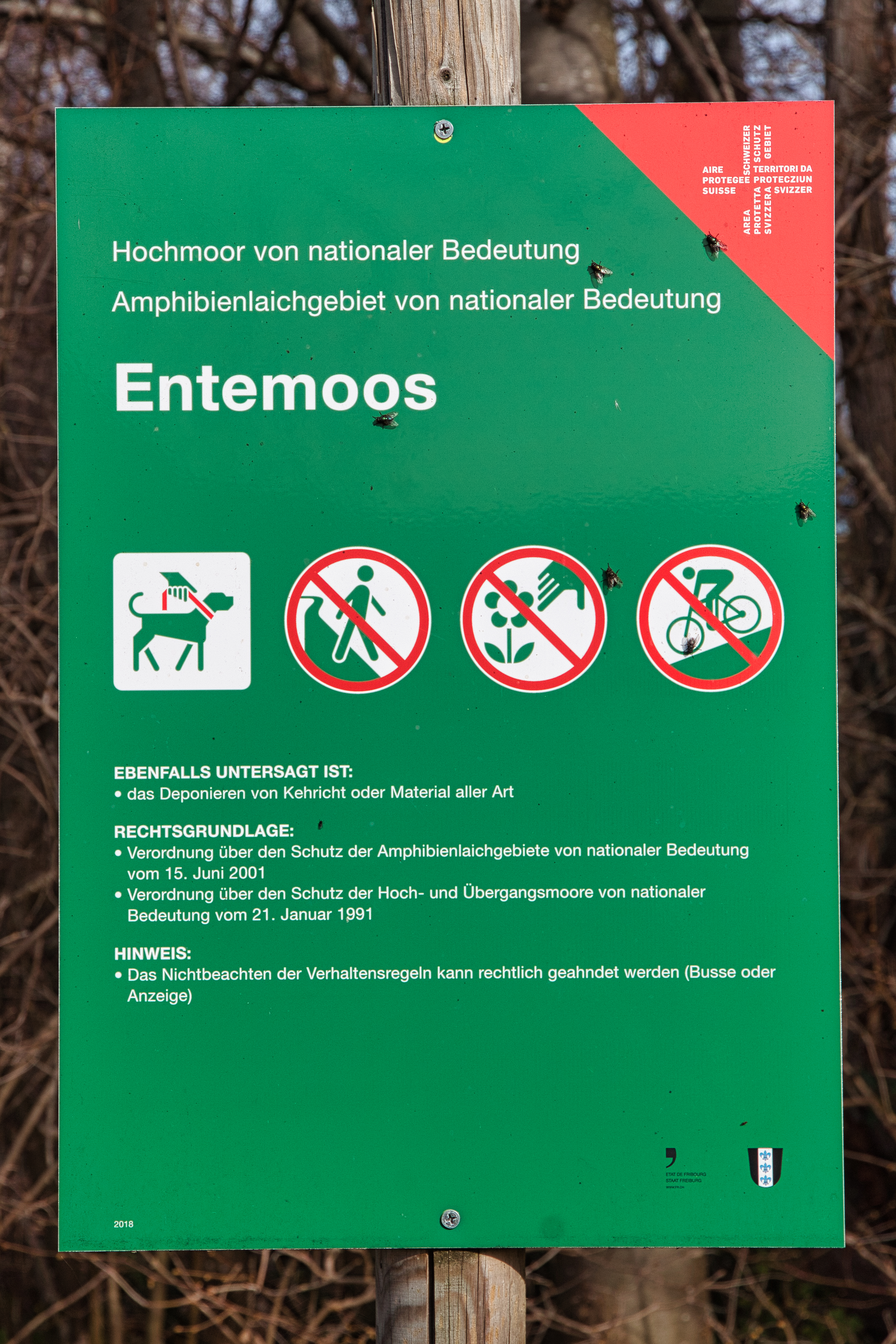
Einheitliche Gebietsmarkierung, hier das Standard-Format am Beispiel Entemoos

Flächenanteile der Gesamtbiotopflächen von nationaler Bedeutung in der Schweiz

## Kohlenstoffspeicher oder Kohlenstoffschleuder
Moore speichern grosse Mengen an organischem Kohlenstoff. Werden Moore dagegen trockengelegt, verpufft viel CO2 in die Atmosphäre. Global beträgt der Treibhausgasausstoss aus entwässerten, landwirtschaftlich genutzten Mooren 5 % der globalen, vom Menschen verursachten Treibhausgasemissionen. Moore sind klimarelevant.

## Die Biotoptypen von nationaler Bedeutung
Die Biotope von nationaler Bedeutung sind in fünf Inventaren erfasst: in dem der Hoch- (und Übergangs)moore, der Flachmoore, der Auen, der Amphibienlaichgebiete (IANB = Inverntar der Amphibienlaichgebiete von nationaler Bedeutung) und dem der Trockenwiesen/-weiden (TWW). Diese Biotope von nationaler Bedeutung bedecken (Stand 2023) insgesamt eine Fläche von 93'608 ha. Das sind 2,27 % der Landesfläche. Dies entspricht weniger als einem Drittel der Siedlungsfläche in der Schweiz. Die jeweiligen Flächenanteile an der Gesamtbiotopfläche für die Hochmoore, die Flachmoore, die Auen, die Amphibienlaichgebiete (IANB) und die Trockenwiesen/-weiden (TWW) sind ähnlich gross, viel kleiner ist der Flächenanteil der Hochmoore. Der Grund für diese deutlich kleinere Fläche hängt mit den ganz besonderen Standortbedingungen der Hochmoore zusammen und damit, dass vielerorts die Hochmoore zerstört wurden (z. B. durch Trockenlegung, Torfausbeute, Abfalldeponie). Und anders als etwa Flüsse, die in einigen Jahrzehnten revitalisiert werden können, benötigen Hochmoore für ihre Entstehung, für ihr Wachstum, Hunderte von Jahren mit günstigen Bedingungen. Denn ein Hochmoor wächst bei günstigen Bedingungen durchschnittlich 1 Millimeter pro Jahr. Von der Gesamtbiotopfläche fallen 2 % auf die Hochmoore, 22 % auf die Flachmoore, 27 % auf die Auen, 21 % auf die Amphibienlaichgebiete und 28 % auf die Trockenwiesen/-weiden.

## Schweizweit einheitliche Markierung
Die einheitliche Markierung der Schutzgebiete von nationaler Bedeutung soll die Ökologische Infrastruktur der Schweiz sichtbar machen. Das erste Markierungskonzept stammt aus den 1980er Jahren. Eine Arbeitsgruppe mit Vertretern des Bunds für Naturschutz (heute Pro Natura), des Bundesamts für Forstwesen und Landschaftsschutz (heute Bundesamt für Umwelt) und kantonalen Naturschutzverantwortlichen erarbeitete ein Konzept: grüne Schutzgebietstafeln mit weisser Schrift, einem Eule-Kleeblatt-Logo und Piktogrammen für Verhaltensregeln. Diese einprägsame Markierung hat sich in der Bevölkerung breit etabliert und mit Wissen und Werten aufgeladen. Seither kamen neue Schutzgebietskategorien dazu und Überschneidungen der Flächen komplizierten die Markierung. Seit 2016 löst ein modernisiertes und schweizweit gültiges Markierungssystem die alten Tafeln ab und schafft schweizweit Einheitlichkeit. Das aktuelle Markierungssystem setzt auf Bewährtes: Die grüne Farbe, die weisse Schrift und das viereckige Format werden weitergeführt, um den Erkennungswert beizubehalten. Die Piktogramme sind neu grün auf weissem Grund und zentral positioniert; die Verbots-Piktogramme sind neu rund mit rotem Rand und Diagonalstrich wie bei Verboten der Verkehrsschilder und die Informationen sind auf die zentralen Informationen reduziert und deren Position standardisiert: Das rote Logo (mehr dazu unten), der Typ des Schutzgebiets, der Flurname, die Verhaltens-Piktogramme und der Text der wichtigsten Regeln, Hinweis auf Sanktionen sowie Logos der Körperschaften, die das Schutzgebiet unterhalten oder unterstützen, sind vereinheitlicht und sorgen für erleichterte Verständlichkeit und verbesserte Sichtbarkeit der ökologischen Infrastruktur der Schweiz. (Klicke auf das abgebildete Beispiel vom Entemoos. In Commons informieren Bildnotizen.)
Hinzugekommen ist das rote Logo Schweizer Schutzgebiet, das sich in der oberen rechten Ecke der Tafel befindet und in weisser Schrift kreuzförmig in den vier Landessprachen SCHWEIZER SCHUTZGEBIET, TERRITORI DA PROTECZIUN SVIZZER, AREA PROTETTA SVIZZERA und AIRE PROTEGEE SUISSE ein Schweizer Kreuz auf rotem Grund bildet. Diese grünen Tafeln mit dem roten Logo Schweizer Schutzgebiet markieren den Schweizerischen Nationalpark, Kernzonen der Pärke von nationaler Bedeutung, Biotope von nationaler Bedeutung (Hoch-/Übergangsmoore, Flachmoore, Auen, Amphibienlaichgebiete (IANB) und Trockenwiesen/-weiden (TWW)), Wasser- und Zugvogelreservate, Eidgenössische Jagdbanngebiete, Waldreservate, Biotope von regionaler und lokaler Bedeutung (darunter zahlreiche Schutzgebiete, die von Kantonen oder Gemeinden festgelegt und meistens – nicht immer – als Naturschutzgebiete bezeichnet werden) und Naturschutzgebiete Dritter. Auch im räumlichen Kontext von Moorlandschaften markiert das rote Logo Schweizer Schutzgebiet Biotope von nationaler Bedeutung. Hingegen sind Wildruhezonen nicht Schutzgebiete der Ökologischen Infrastruktur.
Neben den Gebietsmarkierungen geben auch Besucherinformationstafeln Auskunft über das jeweilige Schutzgebiet.

## Die Biotope von nationaler Bedeutung: Bundesinventare
Das Bundesinventar der Hoch- und Übergangsmoore war das erste derartige Inventar. Es folgten weitere, welche die verschiedenen Biotoptypen in je eigenen Inventaren erfassen. Die folgende Tabelle zeigt in der ersten Spalte den Code, den die Europäische Umweltagentur (EEA) zur Identifizierung des jeweiligen Bundesinventars auf internationaler Ebene verwendet.
| EEA-Code | Kurzbezeichnung                 | in Kraft seit | damalige Anzahl Objekte | Revisionen und Neuzugänge                                                                   | Anzahl Objekte | Fläche in ha |
| -------- | ------------------------------- | ------------- | ----------------------- | ------------------------------------------------------------------------------------------- | -------------- | ------------ |
| CH02     | Hoch- und Übergangsmoore        | 1991          | 514                     | 2003, 2007, 2017                                                                            | 551            | 1'567        |
| CH03     | Auengebiete                     | 1992          | 169                     | 2001, 2003, 2007, 2027 + IGLES (Inventar der Gletschervorfelder + Schwemmebenen, 1995-1997) | 326            | 27'844       |
| CH04     | Flachmoore                      | 1994          | 728                     | 1997 (2. Serie) 364 Objekte 1998 (3. Serie) 71 Objekte 2001, 2007, 2017 (Teilrevisionen)    | 1335           | 22'501       |
| CH05     | Amphibienlaichgebiete (IANB)    | 2001          | 701                     | 2003, 2007, 2017                                                                            | 929            | 21'671       |
| CH06     | Trockenwiesen und -weiden (TWW) | 2010          | 2934                    | 2012, 2017, 2021                                                                            | 3951           | 28'281       |